# Magnus Erlingsson
Magnus Erlingsson, född 1156, död 15 juni 1184, var kung av Norge från 1161 till sin död. Han föddes förmodligen i Etne i Hordaland fylke och var son till Erling Skakke och Kristin Sigurdsdotter, som var dotter till Sigurd Jorsalafarare. När han i Bergen av ärkebiskop Øystein Erlendsson kröntes till Norges konung 1164 blev han landets förste krönte kung. Hans far tog sig titeln jarl, och hade den verkliga makten över riket.
Under Magnus Erlingssons regeringstid gjorde Sverre Sigurdsson uppror och försökte komma åt tronen. Efter flera års stridigheter segrade Sverre i slaget vid Fimreite den 15 juni 1184, där kung Magnus dräptes.
Detta var bara en del av det inbördeskrig som rasade i Norge mellan 1130 och 1217. Under den här perioden utkämpades flera konflikter av varierande storlek och intensitet. Anledningarna till dessa konflikter var bland annat Norges otydliga tronföljdslagar, sociala förhållanden och maktkampen mellan kyrkan och kungen. Det fanns framförallt två stridande parter. Ursprungligen omnämndes dessa under en mängd olika namn, men så småningom fick de två parterna namnen Bagler och Birkebeiner. Oftast utnämnde den part som för tillfället inte innehade makten en ung man av kunglig börd som den äkta tronföljaren, för att få en anledning till att göra uppror mot och avsätta regenten från den andra parten.